# Christian Stooß
Christian Stooß (* 17. Dezember  1879 in Wien; † 28. November 1958 in Bludenz) war ein österreichischer Politiker (LB) und Landwirt. Er war von 1923 bis 1928 Abgeordneter zum Vorarlberger Landtag (Landbund). 

## Leben
Stooß wurde als Sohn von Johann Stoß  und dessen Gattin Anna Maria Kessler geboren. Er heiratete am 27. April 1908 in Nenzing die aus Nenzing stammende Maria Maier (1885–1952) und wurde Vater von neun Kindern, acht Söhnen und einer Tochter, die zwischen 1909 und 1924 geboren wurden.
Stooß war von Beruf als Landwirt tätig.

## Politik
Stooß war von 1919 bis 1923 Gemeindevorsteher von Nenzing. Als Mitglied des Landbundes war er vom 6. November 1923 bis zum 1. April 1928 Abgeordneter zum Vorarlberger Landtag, wo er Mitglied im Landwirtschaftsausschuss und zeitweise Mitglied im „Ausschuss für die Ausmalung des Landtagssitzungssaales“ war. 